# Elliotomyia chionogaster
Elliotomyia chionogaster là một loài chim trong họ Trochilidae.
Loài chim này được tìm thấy ở rìa rừng, rừng cây, bụi cây và các khu vườn ở dãy núi Andes, từ bắc Peru đến Bolivia qua phía tây bắc Argentina. Cũng có những quần thể ở vùng đồng bằng ở Santa Cruz, Bolivia, và Mato Grosso, Brazil. Nói chung khá phổ biến. Hầu hết các giống đều có mặt mặt và chỏm đầu màu xanh lá cây, nhưng thường có màu ngọc lam hoặc xanh da trời ở hollandi và rondoniae. 